# Полигон 2
«Полигон 2» — короткометражный художественный фильм 2004 года, снятый независимым петербуржским режиссёром Павлом Фоминенко. Это некоммерческое любительское кино, размещённое в интернете и не выходившее в широкий кинопрокат.
На телевидении впервые был показан 6 марта 2011 года на канале Юмор Box.

## История создания
Идея этого фильма зародилась ещё в 1996 году. Сценарий разрабатывался в течение 6 лет и окончательно сформировался к началу съёмок весной 2003 года. Подготовительный этап длился около 4 месяцев: закупка реквизита, расходных материалов, обсуждения, консультации, поиски финансирования.
Основные съёмки начались в июне 2003 года. Они проводились в деревне Гостинополье Волховского района Ленинградской области и продлились 20 дней. С немалыми трудностями пришлось столкнуться не только в творческом, но и в чисто бытовом плане, ведь приходилось заниматься не только организацией творческого процесса, а ещё и решением вопросов более-менее приличного проживания и пропитания. Много проблем доставила непредсказуемая и часто дождливая погода.
Дополнительные съёмки были организованы в декабре 2003 года и в марте 2004 года в подсобных помещениях военно-медицинской академии и в офисе полиграфической фирмы. Всего было отснято около 11 часов видеоматериала.
Особое место было уделено экспериментам с визуальными эффектами.

## Сюжет
Двое путешественников случайно попадают в эпицентр событий, связанных с аварией во время испытания нового биологического оружия…

## Съёмочная группа
- Режиссёр, сценарист и продюсер — Павел Фоминенко
- Композитор — Юрий Фоминенко

## В ролях
| Актёр            | Роль                   |
| ---------------- | ---------------------- |
| Павел Фоминенко  | Пауло                  |
| Алексей Сапрыкин | Алекс                  |
| Елена Львова     | Вика                   |
| Денис Щеглов     | лаборант Цибулин       |
| Николай Сапрыкин | профессор Романовский  |
| Юрий Фоминенко   | станционный смотритель |